# 40P/Väisälä
40P/Väisälä 1, komet Jupiterove obitelji. 